# デ・ハビランド・カナダ DHC-2
DHC-2 ビーバー
- 用途：STOL輸送機
- 製造者：デ・ハビランド・カナダ（現在はバイキング・エア）
- 運用者：各種地域航空会社、軍隊など
- 初飛行：1947年8月16日
- 生産数：1,657機

デ・ハビランド・カナダ DHC-2 ビーバー（de Havilland Canada DHC-2 Beaver）は、カナダのデ・ハビランド・カナダ社（現在のボンバルディア・エアロスペース）が開発した単発STOLレシプロ機。

## 概要
辺境の業者達は、隔離された集落間の移動を小型船や鉄道、さもなくば犬ぞりに頼るしかなかった。本機は、そんな未開地での運航を目的としたブッシュ・プレーンとして開発された機体である。当初の開発計画は第二次世界大戦終結前に完了していたが、DHC-1 チップマンクの開発に専念することになったため開発作業は一時中断され、再開されたのは1946年になってからだった。翌年1月には試作機の組み立てが始まり、同年8月16日に初飛行を行った。
高翼配置の全金属製単葉機で、エンジンはP&W製R-985 ワスプ・ジュニアを採用した。側面が平板の胴体はセミ・モノコック構造で、6名用の座席は貨物搭載時に容易に取り外せるようになっており、キャビンには各種貨物を直接積み込めるよう2つの大型ドアが設置されている。頑丈な機体構造を持ち、荒地や短い滑走路からの離着陸性能に優れるだけでなく、スキーを主脚に装着すれば雪上や氷上でも運航でき、フロートを装備して水上機とすることも可能。
1948年3月にカナダ運輸省からの型式証明が下りると、カナダとアメリカで同時に発売された。デ・ハビランド・カナダ社は本機を販売戦略の先鋒を担う機体と位置付け、中小航空会社やチャーター運航会社はもちろん、鉱物資源探査、石油採掘事業、林業などにも狙いを定めて販売活動を行い、抜群の販売成績を収めた。軍用機としてもL-20の名称で採用したアメリカ軍を筆頭として多くの国で採用され、朝鮮戦争やインドシナ戦争、ベトナム戦争などで実戦投入されている。
1967年にデ・ハビランド・カナダ社での生産は終了したが、機体構造が強固なため多数の機体が飛行可能な状態を保っている。現在はボンバルディア社から製造権を取得したバイキング・エア社がターボプロップ型を生産しているほか、既存の機体向けの補修パーツも生産されておりさらなる延命が可能となっている。

## 派生型

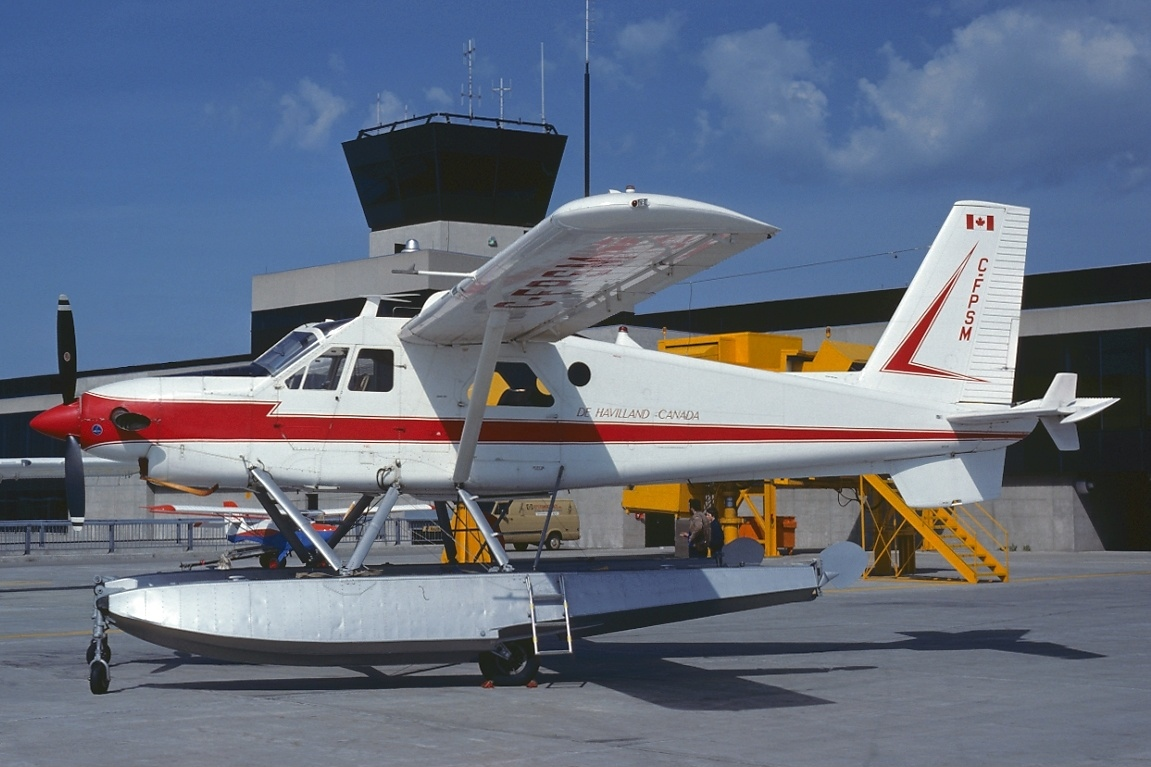
ターボ・ビーバーIIIのプロトタイプ（フロート装備）

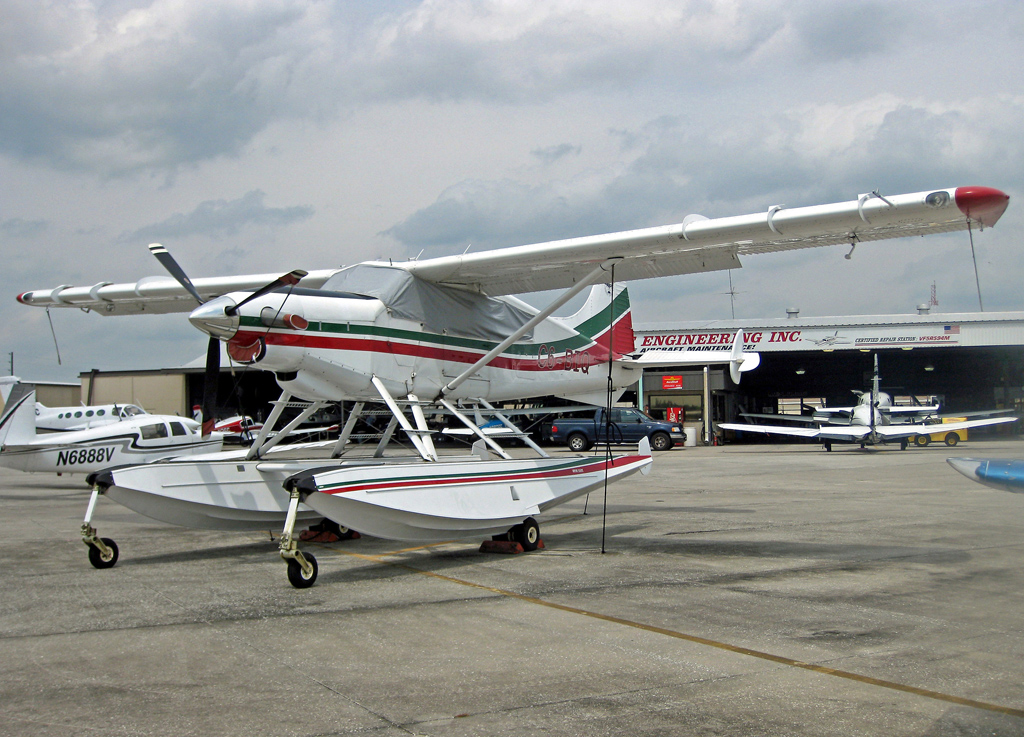
DHC-2T（水陸両用フロート装備）

ビーバーI
最初の量産型。
L-20 ビーバー
アメリカ軍向け。当初はC-127の名称で提案されていた。後にU-6に改称。
ビーバー AL.1
イギリス陸軍での呼称。
ビーバーII
アルヴィス製レオニダスエンジンを搭載し、垂直尾翼を大型化した機体。1機試作。
ターボ・ビーバーIII
エンジンをP&W製PT6A-6 ターボプロップエンジンに換装。キャビンが大型化したほか、燃料容量が増加し、後退角付きの垂直尾翼を採用。60機生産。
DHC-2T ターボ・ビーバー
バイキング・エア社で生産中のターボプロップ型。PT6A-34 エンジンを搭載。グラスコックピットを採用。自社開発の水陸両用フロートも用意されている。

## 採用国（軍用）

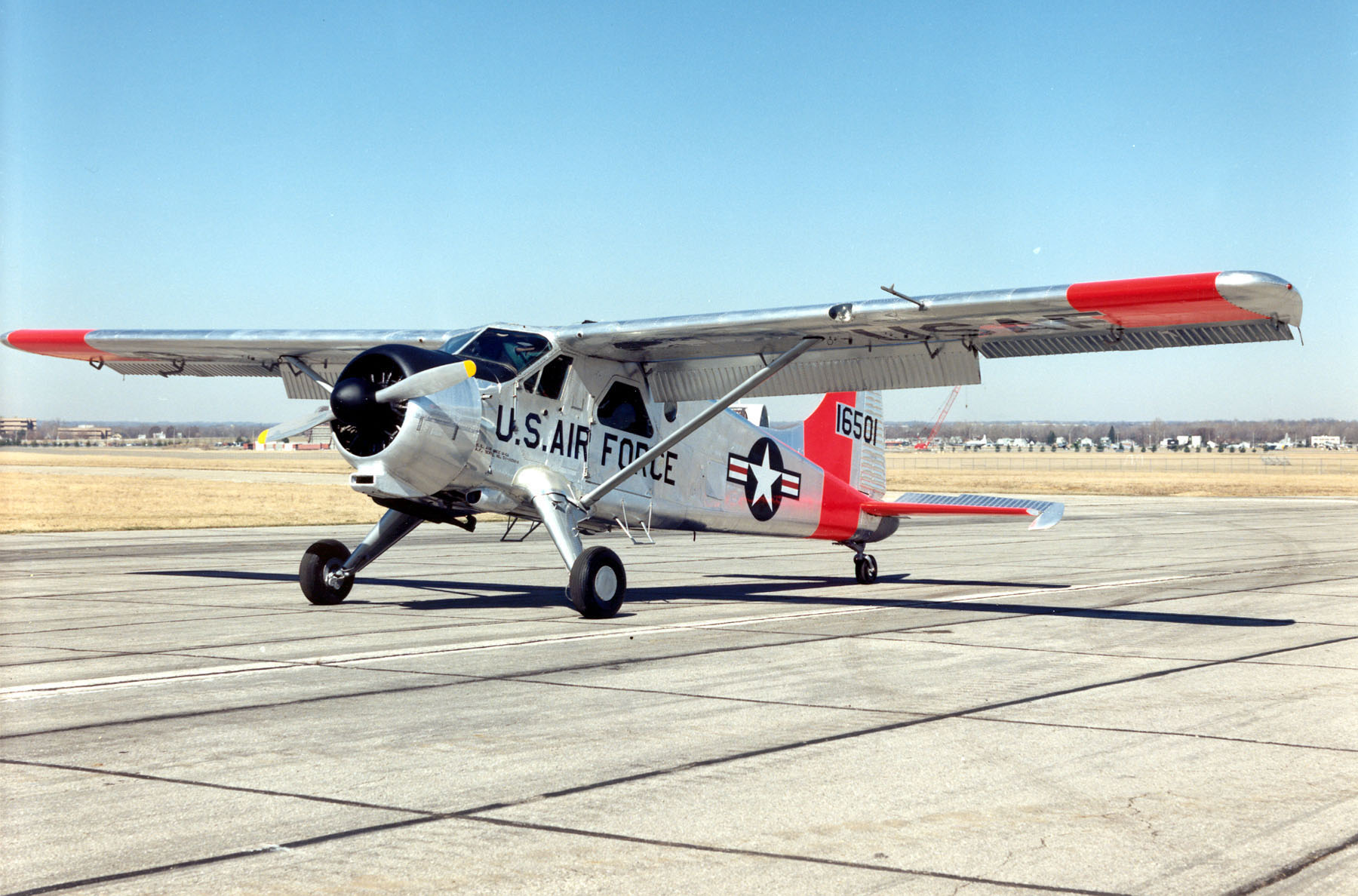
アメリカ空軍のU-6A

アルゼンチン
 カンボジア
 チリ
 コロンビア
 キューバ
 ドミニカ共和国
 フィンランド
 フランス
 イギリス
 ガーナ
 ギリシャ
 韓国
 ケニア
ケニア空軍
 ラオス王国
 オランダ
 ニュージーランド
 オマーン
 ペルー
 フィリピン
 アメリカ合衆国
 ベトナム共和国
 ユーゴスラビア
 ザンビア

## 日本のDHC-2
日本では日東航空などが運用したほか、南極地域観測隊も1機を「昭和号」の愛称で第2次-第5次観測の間、南極観測船「宗谷」から使用しており、断念された第2次観測の際はタロとジロの悲劇にも関わっている（昭和基地にいる第1次隊員を帰還させる際に用いられたのが昭和号である）。
1958年（昭和33年）5月21日には、大和航空が航空測量に使用していた機体が、宮崎県北川村に墜落している。

## 諸元（ビーバーI）
出典：「週刊エアクラフト」No.144 1991年 p.4
- 全長：9.24m
- 全幅：14.62m
- 全高：2.74m
- 翼面積：23.2m2
- 自重：1,290kg
- 最大離陸重量：2,313kg
- エンジン：プラット・アンド・ホイットニー R-985 ワスプ・ジュニア星形エンジン（450hp）×1
- 最大速度：257km/h=M0.21
- 実用上昇限度：5,500m
- 航続距離：1,300km
- 乗員：7名

## 登場作品

### 映画
『南極物語』

### ゲーム
『グランド・セフト・オートV』
「ドードー」の名称でフロートを装備した機体が登場する。